# Plymouth Commercial Car
Das Plymouth Commercial Car war ein Lieferwagen, den Chrysler unter dem Markennamen Plymouth in den Modelljahren 1937 bis 1941 herstellte. Er wurde vom Dodge-Lieferwagen abgeleitet und bot Plymouth-Händlern, die die Konzernmarke Dodge nicht führten, die Möglichkeit, ihren Kunden ebenfalls einen Lieferwagen für Kleingewerbetreibende anzubieten. Das Commercial Car ersetzte die Lieferwagenvarianten des Plymouth Business.

## Von Jahr zu Jahr

### Modell PT50 (1937)
Das Modell PT50 war aus dem Dodge-Lieferwagen entwickelt worden. Wie der Dodge lief es auf einem kleinen LKW-Fahrgestell, war in seinem Aufbau jedoch dem Plymouth Business angepasst worden. Wegen der technischen Unterschiede gab es aber keine Gleichteile mit den PKW-Modellen. Der Radstand war mit 2.946 mm 4 Zoll länger als beim PKW, die Kupplung hatte einen größeren Durchmesser und der Motor war etwas schwächer: Der seitengesteuerte Reihensechszylinder besaß zwar ebenfalls einen Hubraum von 3.299 cm³, leistete aber nur 70 bhp (51 kW) bei 3.000/min.
Neben einem Fahrgestell mit Kabine (für kundenspezifische Aufbauten) gab es eine zweitürige Limousine (ohne Rückbank), einen zweitürigen Pick-up (Pritschenwagen) und einen dreitürigen Kombi.
Von Dezember 1936 bis August 1937 entstanden 14.725 Stück.

### Modell PT57 (1938)
Im Folgejahr gab es nur kleine stilistische Änderungen, um das Commercial Car dem Aussehen der neuen PKW-Modelle P5 und P6 anzupassen (beispielsweise weiter nach vorne reichende, voluminösere Frontkotflügel). Technisch wurde nichts verändert, lediglich der Kombi fiel weg.
Wie auch bei den PKWs wurden in diesem Jahr wesentlich weniger Fahrzeuge als im Vorjahr verkauft. Zwischen September 1937 und August 1938 wurden nur 6.316 Commercial Cars gebaut.

### Modell PT81 (1939)
Wie auch die PKW-Modelle wurde das Commercial Car komplett überarbeitet. Sein Aussehen entsprach nun wieder mehr dem der entsprechenden Dodge-Modelle. Motor und Antrieb blieben gleich, die Limousine ohne Rückbank war nicht mehr erhältlich. Dafür erhielt die Pick-up-Version eine Fahrerkabine für drei Personen und das Reserverad wanderte vom vorderen Teil des Fahrzeuges hinten unter die Pritsche. Die Türen bekamen eine doppelte Verriegelung, damit sie auf schlechter Fahrbahn nicht von selbst aufspringen konnten.
Die Verkaufszahlen allerdings konnten nicht wesentlich gesteigert werden: In diesem Modelljahr wurden 6.321 Commercial Cars gebaut.

### Modell PT105 (1940)
Wiederum gab es wenig Änderungen; die auffälligste war die Einführung der „Sealed Beam“-Scheinwerfer. Allerdings erhielten die Fahrzeuge nun kräftigere Motoren, die aus 3.441 cm³ Hubraum 79 bhp (58 kW) bei 3.000/min schöpften.
7.035 Stück konnten in diesem Modelljahr abgesetzt werden.

### Modell PT125 (1941)
Immer noch basierten die 1941er-Modelle auf den Karosserien von 1939. Allerdings wurde der Kühlergrill verändert und die Hauptscheinwerfer wanderten nach oben und außen und thronten über dem Kühlergrill. Dies gab den Fahrzeugen ein bisschen das Aussehen von Fröschen. Die Verkaufspreise wurden deutlich angehoben.
Dennoch konnten in diesem letzten Verkaufsjahr 6.269 Exemplare hergestellt werden. Kriegsbedingt verschwand das Commercial Car aus der Modellpalette und erst 1974 sollte Plymouth mit dem Trailduster wieder einen Lieferwagen anbieten.

## Quelle
- Beverly R. Kimes, Henry A. Clark: Standard Catalog of American Cars 1805–1942. Krause Publications, Iola 1985, ISBN 0-87341-045-9.

Im Zeitraum von 1942 bis 1946 gab es aufgrund des Zweiten Weltkrieges nur eine eingeschränkte zivile Fahrzeugproduktion.